# Parker-Halbinsel
Die Parker-Halbinsel ist eine Halbinsel im Nordosten der Anvers-Insel im Palmer-Archipel vor der Westküste der Antarktischen Halbinsel. Sie läuft nordöstlich im Andrews Point aus und trennt das Kopfende der Fournier-Bucht vom Lion Sound.
Luftaufnahmen entstanden 1956 bei der Falkland Islands and Dependencies Aerial Survey Expedition. Das UK Antarctic Place-Names Committee benannte sie 1980 nach dem britischen Diplomaten James Roland Walter Parker (1919–2009), der zwischen 1977 und 1980 Gouverneur der Falklandinseln war. 